# Florisbad 1

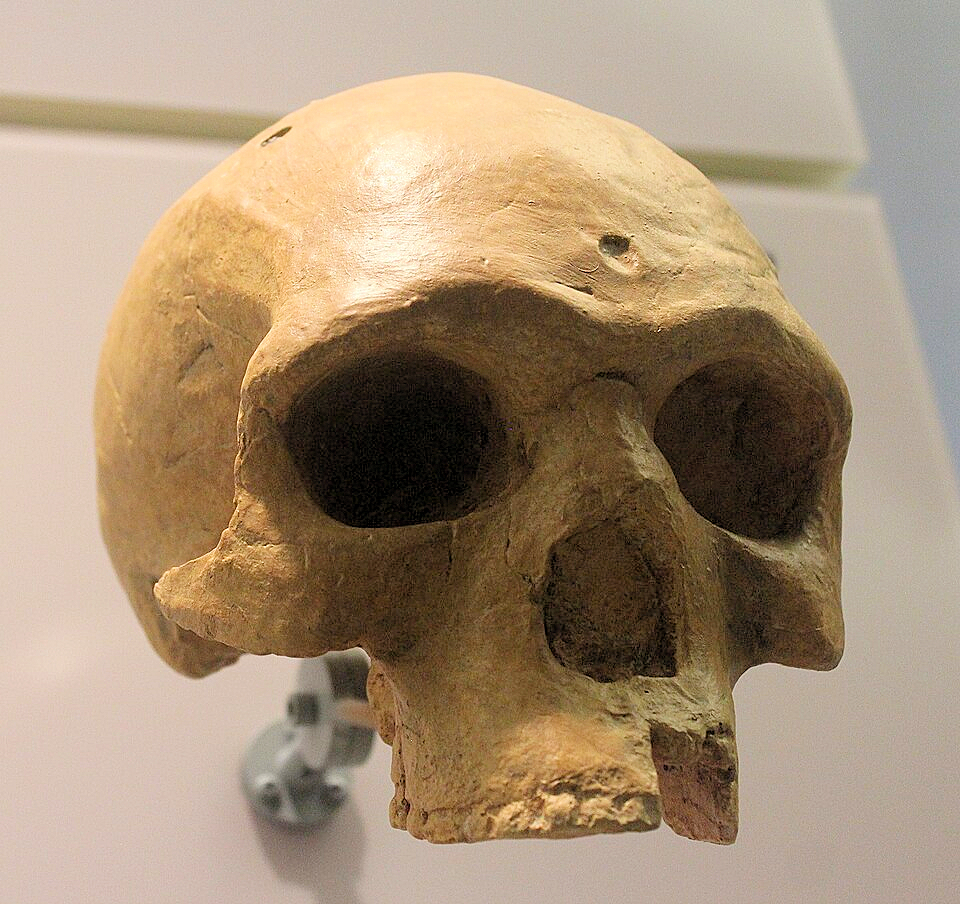
Florisbad 1, Schädelabguss.
National Museum of Natural History, Washington, D.C.

Florisbad 1 ist die Bezeichnung für einen teilweise erhaltenen fossilen Schädel, der 1932 in der Fundstätte Florisbad bei Brandfort im damaligen Oranje-Freistaat (Südafrika) entdeckt wurde. Das Fossil ist im englischen Sprachraum auch als Florisbad Skull bekannt. In der Erstbeschreibung des Fundes benannte Thomas F. Dreyer den Schädel nach dem Geldgeber seiner Forschung, R. Egerton Helme, als „Africanthropus helmei“; der Anatom Matthew Robertson Drennan schlug zwei Jahre später die Bezeichnung „Homo florisbadensis“ vor. Die Umbenennung in Homo helmei war eines der Ergebnisse des Cold Spring Harbor Symposium on Quantitative Biology am Cold Spring Harbor Laboratory im Sommer 1950. Damals wurden zahlreiche Gattungsnamen homininer Fossilien in der Gattung Homo zusammengefasst, und der Artname helmei hatte als der ältere Priorität vor florisbadensis.
Zunächst auf ein Alter von 40.000 Jahren datiert, wurde 1996 für das Fossil ein Alter von 259.000 ± 35.000 Jahren bestimmt. Der Schädel gilt aufgrund seiner anatomischen Merkmale als ein sehr früher archaischer Homo sapiens, das heißt als Verwandter der Vorfahren des anatomisch modernen Menschen.
Erhalten geblieben ist von diesem Schädel nahezu das gesamte Schädeldach, insbesondere das Stirnbein, beidseits das Scheitelbein, das Nasenbein, das rechte Jochbein mit einem Fragment des rechten Oberkiefers und dem rechten oberen Weisheitszahn (M³) sowie Fragmente des linken Oberkiefers. Für den Schädel wurde ein Volumen von 1200 bis 1400 Kubikzentimetern rekonstruiert. Der Schädel besitzt einen markanten Überaugenwulst, der allerdings weniger ausgeprägt ist als bei den ähnlich alten Fossilien Kabwe 1 aus Nordrhodesien und Saldanha 1 aus Südafrika.
Der Weisheitszahn ist – verglichen mit den Zähnen heute lebender Menschen – recht groß, seine Maße entsprechen denen von Homo erectus. Allerdings gibt es in Afrika auch heute noch Populationen des Homo sapiens, die vergleichbar große Zähne besitzen.

## Belege
1. ↑  Thomas F. Dreyer: A human skull from Florisbad, Orange Free State, with a note on the endocranial cast by C. U. Ariens Kappers. In: Proceedings of the Koninklijke Nederlandse Akademie van Wetenschappen, Amsterdam. Band 38, 1935, S. 119–128.
2. ↑   Matthew Robertson Drennan: The Florisbad Skull and Brain Cast. In: Transactions of the Royal Society of South Africa. Band 25, Nr. 1, 1937, S. 103–114, doi:10.1080/00359193709519748.
3. ↑  Ernst Mayr: Taxonomic categories in fossil hominids. In: Cold Spring Harbor Symposia on Quantitative Biology 1950. Band 15, 1950, S. 109–118, doi:10.1101/SQB.1950.015.01.013. Nachdruck in: W. Eric Meikle, Sue Taylor Parker: Naming our Ancestors. An Anthology of Hominid Taxonomy. Waveland Press, Prospect Heights (Illinois) 1994, ISBN 0-88133-799-4, S. 152–170.
4. ↑  Ian Tattersall: Paleoanthropology and Evolutionary Theory. In: History and Philosophy of the Life Sciences. Band 34, Nr. 1–2, 2012, S. 259–282 [hier: S. 264], Volltext.
5. ↑  Chris Stringer: The Origin of Our Species. Penguin / Allen Lane, London 2011, S. 45, ISBN 978-1846141409.
6. ↑  Rainer Grün et al.: Direct Dating of Florisbad Hominid. In: Nature. Band 382, 1996, S. 500–501, doi:10.1038/382500a0.
7. ↑  Eintrag Florisbad 1 in: Bernard Wood: Wiley-Blackwell Encyclopedia of Human Evolution. Wiley-Blackwell, 2011, ISBN 978-1-4051-5510-6.
8. ↑  Antoine Balszeau et al.: Revisiting the Anatomy of the Florisbad Hominin Cranium: Visualization of New Internal Features and Observations on Its Supposed Pathologies. In: PaleoAnthropology. 2026:1: 1–25, doi:10.48738/2026.iss1.1243, Volltext.
9. ↑  Patricia Smith et al.: The late Middle Pleistocene upper third molar from Florisbad: metrics and morphology. In: Transactions of the Royal Society of South Africa. Band 70, Nr. 3, 2015, S. 233–244, doi:10.1080/0035919X.2015.1065930.